# Alberto de Aquisgrán
Alberto de Aquisgrán (Albericus Aquensis o Albertus Aquensis: n. segunda mitad del siglo XI, fl. ca. 1100) fue un cronista de la Primera Cruzada. Se le conoce como canónigo y custodio de la iglesia de Aquisgrán por una indicación que se encuentra en un códice de su Crónica.
Nada se sabe de su vida excepto que fue el autor de Historia Hierosolymitanae expeditionis (Historia de la expedición jerosolimitana) o Chronicon Hierosolymitanum de bello sacro (Cronicón jerosolimitano de la guerra santa), un trabajo en latín en 12 volúmenes escrito entre 1125 y 1150. La historia comienza en los tiempos del Concilio de Clermont, continúa con los hechos de la Primera Cruzada y con los orígenes del Reino de Jerusalén, para terminar de una forma un tanto repentina en el año 1121.
Alberto de Aquisgrán fue muy conocido durante la Edad Media, y su obra muy utilizada por Guillermo, arzobispo de Tiro, para los primeros seis volúmenes de su Belli sacri historia (Historia de las guerras santas). En la época moderna, el trabajo de Alberto era aceptado sin reservas por la mayoría de los historiadores, incluyendo a Edward Gibbon. En épocas más recientes, su valor histórico ha sido muy discutido, aunque el veredicto de la mayoría de los estudiosos del tema es que en general es un fiel relato de los hechos de la Primera Cruzada, si bien contiene algunos pasajes de leyenda. Alberto, según su propio testimonio, nunca visitó Tierra Santa, pero parece que obtuvo muchos testimonios orales de cruzados que habían regresado y tuvo que tener acceso a valiosa correspondencia.
La Crónica se decanta claramente a favor de Godofredo de Bouillón, lo cual ha sido un motivo más para dudar de su consistencia histórica. 
La primera edición impresa de su trabajo se publicó en Helmstedt (Baja Sajonia) en 1584.